# Фрикселл, Пол Арнольд
Пол А́рнольд Фри́кселл (англ. Paul Arnold Fryxell; 1927—2011) — американский ботаник, специалист по систематике семейства Мальвовые.

## Биография
Пол Арнольд Фрикселл родился 2 февраля 1927 года в городе Молин на западе Иллинойса. Учился в школе в Молине, затем — в колледже Аугустана в Рок-Айленде, окончил его в 1949 году со степенью бакалавра искусств. Фрикселл поступил в Университет штата Айова, в 1951 году стал магистром, в 1955 году — доктором философии.
С 1955 по 1957 Фрикселл работал ассистентом профессора ботаники в Уичитском университете в Канзасе. Затем был записан в работники Министерства сельского хозяйства, до 1965 года занимался научно-исследовательской деятельностью в Темпе (Аризона), после чего перешёл в Техасский университет A&M.
В 1983—1984 Фрикселл был президентом Американского общества систематиков растений, в 1988—1989 — Общества экономической ботаники. В 1989 году он был удостоен Премии имени Генри Аллана Глисона.
Пол Фрикселл скончался 11 июля 2011 года в городе Клермонт близ Лос-Анджелеса.

## Некоторые научные работы
- Fryxell, P.A. A nomenclator of Gossypium. — 1976. — 114 p.
- Fryxell, P.A. Natural history of the cotton tribe (Malvaceae, tribe Gossypieae). — 1979. — 245 p. — ISBN 0-89096-071-2.
- Fryxell, P.A. Malvaceae of Mexico. — 1988. — 522 p. — (Systematic botany monographs, v. 25). — ISBN 0-91286-125-8.
- Fryxell, P.A. Malvaceae. — 1990. — 90 p. — (Flora of Chiapas, pt. 3).
- Fryxell, P.A. Malvaceae. — 1992. — 142 p. — (Flora of Ecuador, no. 44).
- Fryxell, P.A. Pavonia Cavanilles. — 1999. — 284 p. — (Flora Neotropica, monograph no. 76).

## Роды растений, названные в честь П. А. Фрикселла
- Fryxellia D.M.Bates, 1974